# Filain (Górna Saona)
Filain – miejscowość i gmina we Francji, w regionie Burgundia-Franche-Comté, w departamencie Górna Saona.
Według danych na rok 1990 gminę zamieszkiwało 207 osób, a gęstość zaludnienia wynosiła 13 osób/km² (wśród 1786 gmin Franche-Comté Filain plasuje się na 539. miejscu pod względem liczby ludności, natomiast pod względem powierzchni na miejscu 184.).